# PKP-Baureihe ET41
Die Lokomotiven der Baureihe ET41 der Polnischen Staatsbahnen (PKP) sind zweiteilige Elektrolokomotiven für die Beförderung von Güterzügen.
Als Nachfolgebauart der Baureihe ET40 wurde ab 1977 die Baureihe ET41 (Typenbezeichnung 203E) beschafft. Sie wurde aus der 1965 bis 1974 gebauten Baureihe EU07 (Typ 4E) entwickelt, indem zwei Lokomotiven mit nur einseitigem Führerstand kurzgekuppelt wurden. Die fehlenden Führerstände wurden dabei durch Ballast ausgeglichen. Die beiden Lokhälften sind zur Unterscheidung mit „A“ bzw. „B“ gekennzeichnet. Gegenüber der Baureihe EU07 wurden weitere Änderungen vorgenommen: gesickte Seitenwände und Vorbereitung für den Einbau automatischer Kupplungen.
Hersteller der Baureihe ET41 war Cegielski, während die Baureihe EU07 von Pafawag gebaut worden war. Bis 1983 wurden 200 Lokomotiven der Baureihe ET41 beschafft. Aufgrund rückläufigen Güterverkehrs wurde entschieden, den Bau einzustellen und stattdessen die Baureihe EU07 weiterzubeschaffen. Den Bau übernahm weiterhin Cegielski, die Neuerungen der ET41 gegenüber der EU07 wurden beibehalten (Typ 303E).
Drei einzelne Hälften von ET41 wurden 1990 bis 1994 zu den EU07‑537, -544 und -545 umgebaut.
2004 waren noch 163 ET41 im Einsatzbestand. Sie sind in Czechowice, Czerwieńsk, Łazy, Nowy Sącz, Skarżysko und Wrocław beheimatet und vorwiegend im Güterverkehr zwischen Schlesien und den Ostseehäfen im Einsatz.

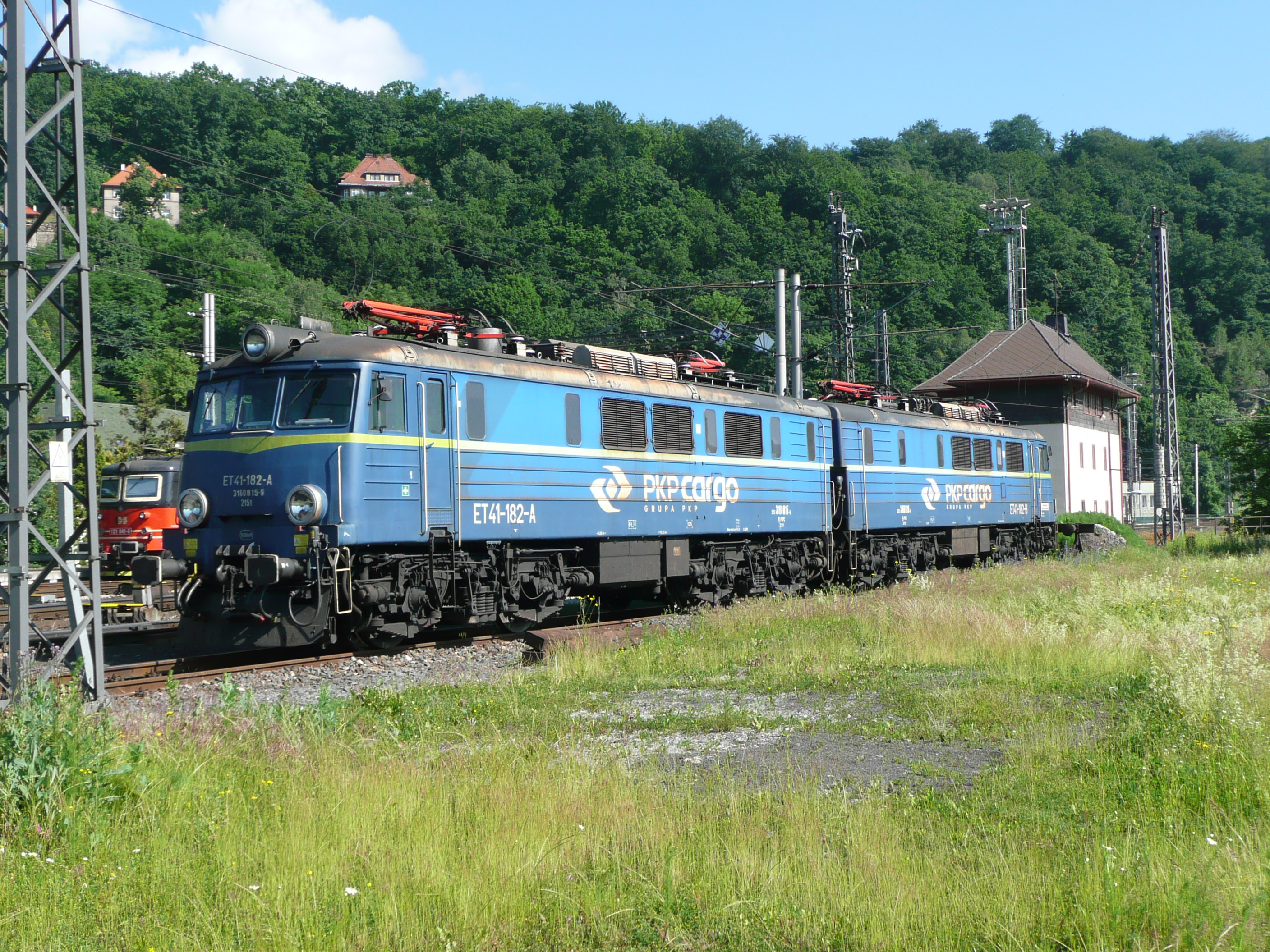
Foto von der ET 41-182 2014 im Bahnhof Decin